# Diego Hartfield
Diego Hartfield (Oberá, 21 de Janeiro de 1981) é um ex-tenista profissional da Argentina, conhecido como conhecido el gato.
Estreou em Grand Slam, perdendo para o suiço Roger Federer, sua melhor participação foi quando chegou a segunda rodada, sendo superado por David Ferrer, em Roland-Garros de 2007. Diego Hartfield possui 3 títulos em Challenger, todos em 2006.[carece de fontes?]

## Conquistas

### Simples
- 2006: Challenger de Atlanta, Estados Unidos[2]
- 2006: Challenger do Mississippi, Estados Unidos
- 2006: Challenger de Bogotá, Colômbia